# Cressida (gruppo musicale)
I Cressida sono stati un gruppo musicale di rock progressivo britannico.

## Storia del gruppo
La band nasce nel 1968 sulla scia dei primi gruppi britannici progressivi, con particolare riferimento ai Moody Blues ed in quello stesso anno registra un singolo promozionale comprendente tre brani, tra i quali Lights in my mind, poi incluso - in altra versione - nell'album d'esordio, pubblicato nel 1970 su etichetta Vertigo.
Il disco, intitolato semplicemente Cressida (il nome si ispira alla tragedia shakespeariana Troilo e Cressida), si distingue per le delicate e melodiche ballate, con intrecci ed alternanze strumentali tra flauto, tastiera e chitarra, che conferiscono all'opera un'atmosfera sognante e vagamente triste.
Nel 1971 esce il secondo ed ultimo lavoro del gruppo, Asylum, che comprende brani simili ai precedenti per ispirazione, ma più complessi e talvolta decisamente lunghi, come nel caso di Let Them Come When They Will, ottimo esempio di suite progressiva. Da segnalare inoltre la presenza dell'orchestra e la sostituzione del chitarrista John Heyworth, che aveva avuto un ruolo essenziale nella composizione dell'album precedente, con John Culley. Il successo comunque non arriva e la formazione si scioglie poco dopo. Riscoperti nei primi anni del 2000 ed oggetto di numerose ristampe su CD, i Cressida sono ormai considerati uno dei gruppi più interessanti di quella prima generazione progressiva che qualcuno definisce con il termine "proto-prog".

## Componenti
- Angus Cullen (voce e chitarra)
- John Heyworth (chitarra, voce, 1968-1970)
- John Culley (chitarra, 1971)
- Peter Jennings (tastiere)
- Kevin McCarthy (basso)
- Iain Clark (percussioni)
- Daniel Fry (basso)

## Discografia

### Album in studio
- 1970 - Cressida (Vertigo Records, VO 7)
- 1970 - Asylum (Vertigo Records, 6360 025)
- 1969 - Trapped In Time - The Lost Tapes (2012)
- 1969-71 - The Vertigo Years Anthology (2012)

### Singoli
- 1968 - Lights in My Mind (promozionale, con Depression e Sad Eyed Fairy)